# Carmenta foraseminis
Carmenta foraseminis là một loài bướm đêm thuộc họ Sesiidae. Nó được miêu tả bởi Eichlin năm 1995, và được tìm thấy ở Panama, Colombia, Venezuela, và Brasil. Ấu trùng loài này được tìm thấy trên thân cây của các loài Gustavia angustifolia, Gustavia suberba, cũng như các cây thuộc chi Eschweilera, và trên vỏ quả của Theobroma cacao.